# Боговін Анатолій Власович
Боговін Анатолій Власович (нар. 31 травня 1931, Запоріжжя, УРСР) — український біолог-ботанік, луківник, доктор сільськогосподарських наук (1988), професор (1990), лауреат премії ім. М. Холодного АН УРСР (1990).

## Життєпис
Анатолій Боговін народився 31 травня 1931 року в селі Орлівка, Запорізька область, 1957 року закінчив Дніпропетровський університет.
Протягом 1957–1969 років був старшим інженером-луківником в Українському інституті інженерів водного господарства (Київ). З 1963 року працював старшим науковим співробітником відділу луківництва Чернігівської обласної сільськогосподарської дослідній станції. У 1964 року перейшов на роботу як молодший науковий співробітником до Українського науково-дослідного інституту землеробства, а протягом 1969—1973 років був на посаді старшого наукового співробітника.
1974—2002 — завідувач відділу, а з 2003 року — головний науковий співробітник лабораторії луківництва.

## Науковий доробок
До кола наукових інтересів Анатолія Боговіна належать такі проблеми:
- проблеми у галузі теоретичних основ нового еколого-фітоценотичного напрямку в луківництві.
- питання розробки та впровадження у виробництво технологій підвищення родючості природних кормових угідь.
- проблема збільшення виробництва дешевих кормових культур.

Анатолій Боговін є автором методів:
- загальної оцінки природних кормових угідь;
- класифікації кормових угідь;
- нормативних критеріїв і систем застосування добрив;
- використання біологічного азоту.